# Dott Ice Rise
Koordinaten: 79° 17′ S, 81° 41′ W

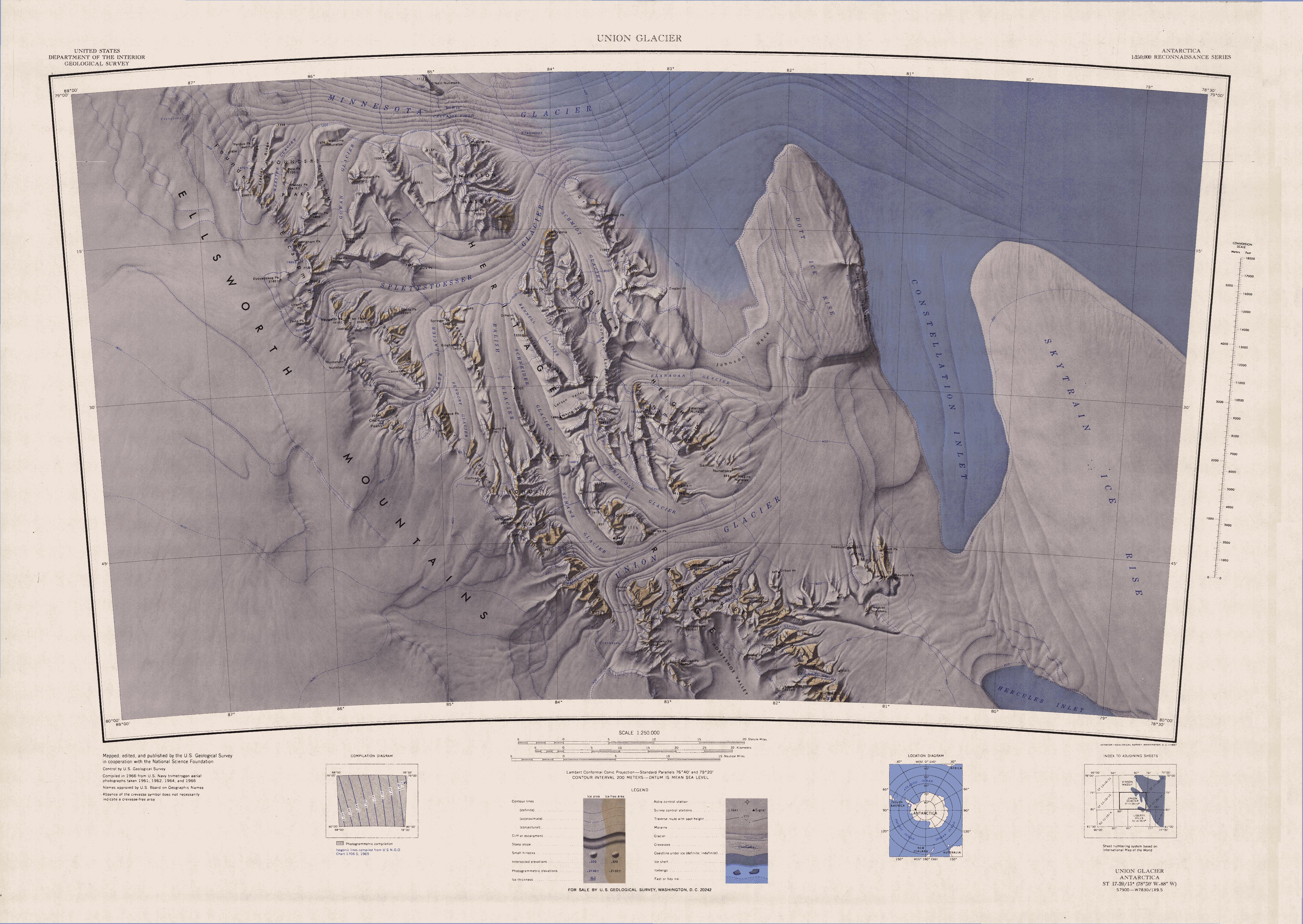
Karte der Region

Der Dott Ice Rise ist eine Eiskuppel in der Westantarktis, zwischen den größeren Eiskuppeln Skytrain Ice Rise im Südosten und Fletcher Ice Rise im Norden. Die halbinselartige, fast vollständig vom Eis bedeckte Erhebung ist etwa 20 Seemeilen (37 km) lang und erstreckt sich östlich der Heritage Range, dem südlichen Teil des Ellsworthgebirges, bis zur eisgefüllten Bucht Constellation Inlet am südwestlichen Rand des Filchner-Ronne-Schelfeises, der die Eiskuppel vom Skytrain Ice Rise trennt. Er ist über den Isthmus Johnson Neck mit der östlichen Seite der Pioneer Heights verbunden. Die Barrett-Nunatakker sind der einzige Teil der Eiskuppel, der über das Eis hinausragt.
Der Dott Ice Rise wurde vom United States Geological Survey im Rahmen der Erfassung der Heritage Range in den Jahren 1961 bis 1966 durch Vermessungen vor Ort und Luftaufnahmen der United States Navy kartografiert. Das Advisory Committee on Antarctic Names benannte die Eiskuppel nach dem Geologen des United States Antarctic Program Robert H. Dott, der im Sommer 1961/62 auf der chilenischen Forschungsstation Bernardo O’Higgins als oberster Vertreter der Vereinigten Staaten tätig war.